# Saira

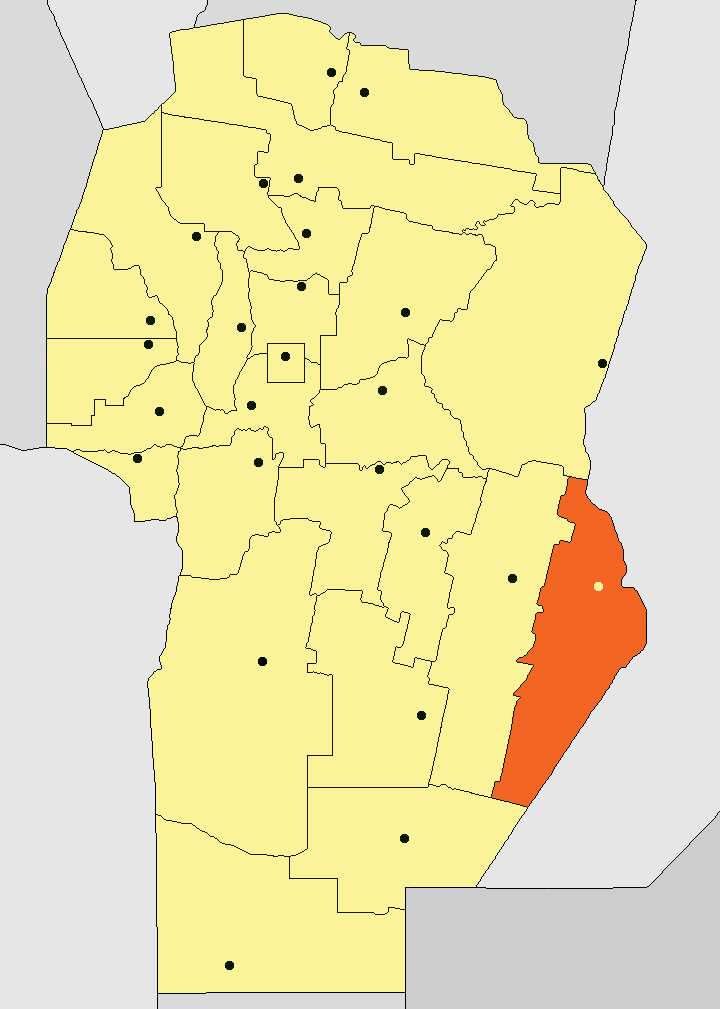
Localização da cidade de Saira na província de Córdoba

Saira é um município da província de Córdova, na Argentina.